# Níðhöggr

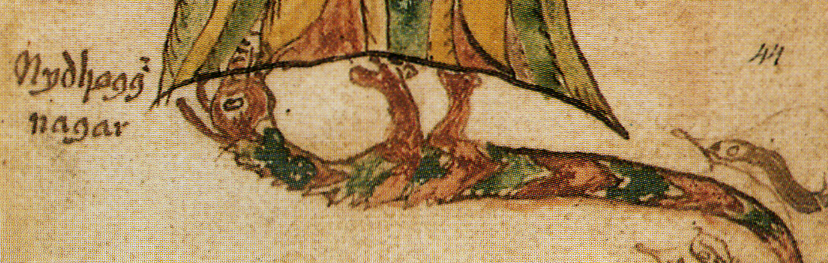
Nidhogg royendo las raíces de Yggdrasil en una ilustración de un manuscrito del.

Nidhogg o Nidhug, que reside en una de las tres ramas del Yggdrasil (nórdico antiguo: Níðhöggr; que se puede traducir como «el que golpea lleno de odio»), en la mitología nórdica (según Völuspá), es un ser sobrenatural que vive en el Niflheim, donde crece una de las raíces del árbol Yggdrasil, la cual roe sin cesar hasta que venga el Ragnarök y todo se destruya. Luego de la regeneración, Nidhogg atormentará las almas humanas que hayan quedado en el Niflheim, alimentándose de los cuerpos de los difuntos y la sangre que deposita en sus cráneos.
Mientras este vive en las raíces de Yggdrasil, Ratatösk corre de arriba abajo llevando los cotilleos entre el águila sin nombre y el halcón Veðrfölnir, ambos en la cima de Yggdrasil, hacia Nidhogg, esperando causar trifulcas entre ellos.

## Ortografía
En la estandarización del nórdico antiguo, el nombre se deletrea ortográficamente Níðhǫggr o Niðhǫggr, pero la letra ǫ es frecuentemente reemplazado por el islandés moderno ö por razones de familiaridad o conveniencia técnica.
El nombre puede ser representada en textos en inglés con i para í; th, d o (raramente) dh para ð; o para ǫ y opcionalmente sin r como en los reflejos escandinavos modernos. La forma islandés moderno Níðhöggur también se ve a veces, con caracteres especiales o similarmente anglicanizada. Las formas danésas Nidhug y Nidhøg también se pueden encontrar; o noruego Nidhogg y sueco Nidhögg.

## Etimología
Mientras que el sufijo -höggr, significa claramente "golpeador", el prefijo no es tan claro. En particular, la longitud de la primera vocal no está determinada en las fuentes originales. Algunos estudiosos prefieren la lectura Niðhöggr (Golpeador de la Noche).